# Minutes to Midnight
Minutes to Midnight är den amerikanska gruppen Linkin Parks tredje studioalbum. Albumet gavs ut utanför USA den 14 maj 2007 och i USA den 15 maj 2007. Första singeln från skivan är What I've Done som kom den 2 april 2007. 
Albumet är producerat av Rick Rubin tillsammans med Mike Shinoda. Brad Delson har flera gitarrsolon på skivan. Minutes to Midnight är Linkin Parks första skiva som får ett Parental Advisory-märke (som varnar för obscena texter). Detta är också första skivan där alla medlemmar är med på omslaget. 
Minutes to Midnight sålde guld i Sverige den 2 oktober 2007, efter 21 veckor på Sverigetopplistan.

## Musikstil
I en intervju förklarade Chester Bennington att nu metal-stilen från tidigare album är helt borta. Han sade också att skivan är en mix av punk, klassisk rock och hiphopbeats.

## Låtlista
1. "Wake" - 1:40
2. "Given Up" - 3:09
3. "Leave Out All the Rest" - 3:29
4. "Bleed It Out" - 2:44
5. "Shadow of the Day" - 4:49
6. "What I've Done" - 3:25
7. "Hands Held High" - 3:53
8. "No More Sorrow" - 3:41
9. "Valentine's Day" - 3:16
10. "In Between" - 3:16
11. "In Pieces" - 3:38
12. "The Little Things Give You Away" - 6:23
13. "No Roads Left" - 3:49 (Bonus)

## Banduppsättning
- Joseph Hahn (DJ)
- Rob Bourdon (trummor)
- Phoenix (Dave Farrell) (bas)
- Chester Bennington (sång)
- Mike Shinoda (sång, gitarr)
- Brad Delson (gitarr)